# Temple de la renommée du hockey sud-africain
Pour les articles homonymes, voir Temple de la renommée.
Le Temple de la renommée du hockey sud-africain est un temple de la renommée pour honorer les plus importantes personnalités du hockey sud-africain.
Les personnalités honorées sont classées en trois catégories :
- Joueur
- Arbitre
- Bâtisseur

## Membres
| - 1. Edward Lawrence (joueur) - 2. Alan Verwey (joueur) - 3. Chad Lawrence (joueur) - 4. Otto Hertz (bâtisseur) - 5. Nevis Swart (bâtisseur) - 6. Dave Rodger (bâtisseur) - 7. Ashley Marsh (bâtisseur) - 8. Dave May (arbitre) |